# Édouard Grimaux

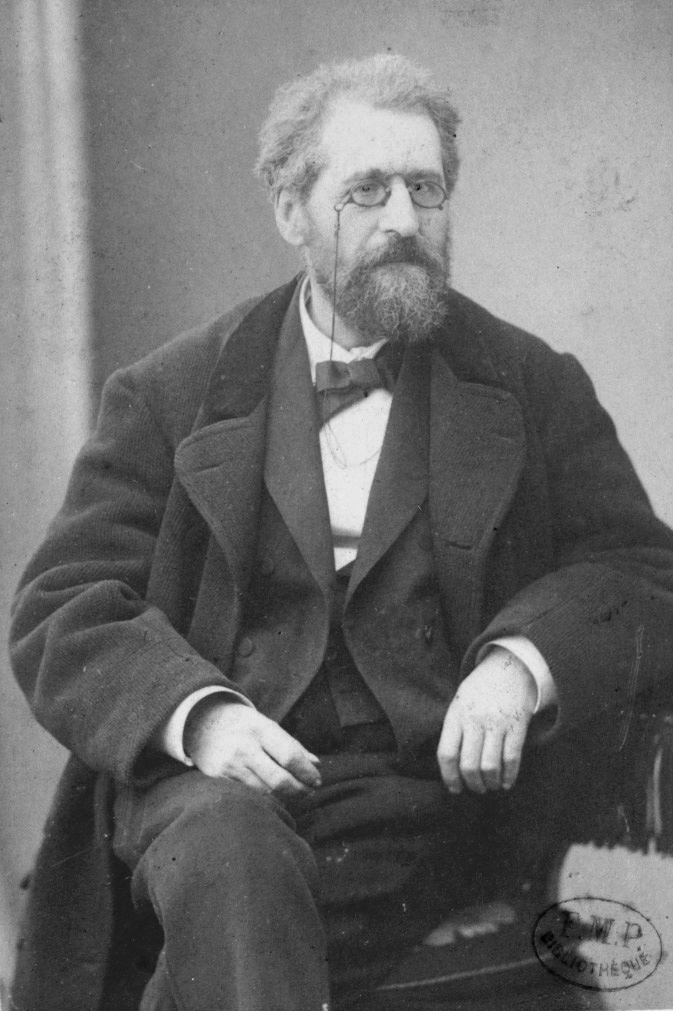
Édouard Louis Grimaux

Édouard Louis Grimaux  (* 3. Juli 1835 in Rochefort; † 2. Mai 1900 in Paris) war ein französischer Chemiker, Pharmazeut und Chemiehistoriker.
Grimaux wurde 1853 Apotheker 3. Klasse im Marinehospital von Rochefort (wo er ab 1852 studiert hatte), wurde Offizier und 1858 aus dem Militär entlassen.  Ab 1861 hatte er eine Apotheke in Sainte-Hermine, studierte aber gleichzeitig Medizin. 1865 promovierte er an der Sorbonne in Medizin. 1867 gab er seine Apotheke auf und widmete sich nach Bekanntschaft mit dem Chemiker Alfred Naquet der chemischen und pharmazeutischen Forschung, speziell organischer Synthese und aromatische Aldehyde (wie Diole) sowie Verbindungen der Harnsäure, über die er 1877 in Chemie promovierte. 1876 wurde er Chemieprofessor am Institut agronomique in Paris und 1877 Repetitor und ab 1881 Professor für Chemie an der École polytechnique.
1894 wurde er Mitglied der Académie des Sciences.
Er befasste sich mit Synthese von Zitronensäure, Synthese von Codein aus Morphin (1881), Nitriten und Allantoin. Grimaux schrieb eine Biographie von Antoine de Lavoisier und war einer der Herausgeber von dessen Werken, die ab 1862 erschienen. Außerdem schrieb er eine Biographie von Charles Frédéric Gerhardt.
Grimaux war in der Dreyfuß-Affäre aktiv, unterzeichnete 1898 eine der Petitionen für Dreyfuß und trat im Prozess von Émile Zola für diesen ein, weshalb er seine Funktionen an der École Polytechnique, die dem Kriegsministerium unterstand, verlor. 1898 wurde er Vizepräsident der Liga zur Verteidigung der Bürgerrechte. Das Engagement setzte auch seiner Gesundheit zu.
1870 und 1875 erhielt er den Jecker-Preis. Er war Offizier der Ehrenlegion. Es gibt ein Denkmal zu seinen Ehren in Rochefort (errichtet 1907), eine Schule ist in Rochefort nach ihm benannt und je eine Straße in Rochefort und Poitiers.

## Schriften
- Equivalents, atomes, molécules, Paris 1866 (Digitalisat)
- Notice sur les travaux scientifiques, Gauthier-Villars, Paris 1881 (Digitalisat)
- Introduction à l’étude de la chimie, théories et notations chimiques, 1883.
- Lavoisier, 1743–1794 : d’après sa correspondance, ses manuscrits, ses papiers de famille et d’autres documents inédits, Paris: F. Alcan 1888 (Digitalisat)
- Chimie organique élémentaire, 1889.
- Notice sur les travaux scientifiques, Gauthier-Villars, Paris 1891 (Digitalisat)
- Charles Gerhardt, sa vie, son oeuvre, sa correspondance, 1816–1856, 1900

| Personendaten    | Personendaten                                           |
| ---------------- | ------------------------------------------------------- |
| NAME             | Grimaux, Édouard                                        |
| ALTERNATIVNAMEN  | Grimaux, Édouard Louis (vollständiger Name)             |
| KURZBESCHREIBUNG | französischer Chemiker, Pharmazeut und Chemiehistoriker |
| GEBURTSDATUM     | 3. Juli 1835                                            |
| GEBURTSORT       | Rochefort                                               |
| STERBEDATUM      | 2. Mai 1900                                             |
| STERBEORT        | Paris                                                   |